# Trischizostoma costai
Trischizostoma costai is een vlokreeftensoort uit de familie van de Lysianassidae. De wetenschappelijke naam van de soort is voor het eerst geldig gepubliceerd in 2004 door Freire & Serejo.